# Luz eterna

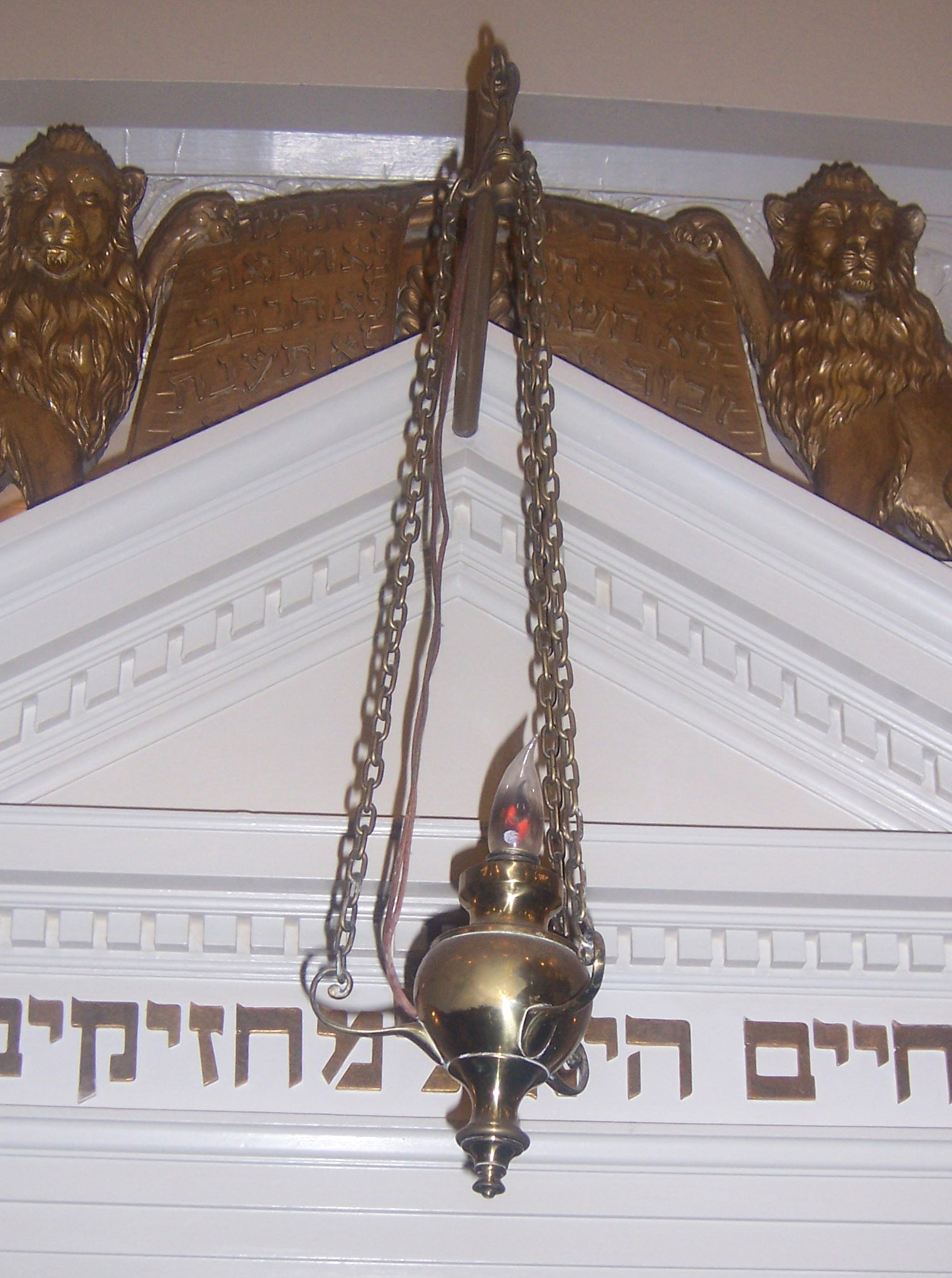
La luz eterna o ner tamid.

La luz eterna o ner tamid es una antorcha que suele ubicarse dentro de las sinagogas. Su llama no se apaga nunca, simbolizando la lámpara occidental que estaba ubicada dentro del Templo de Jerusalén, la eternidad de Dios y de la fe del pueblo judío.
Las ramas asquenazí y sefaradí comparten este elemento en sus edificios religiosos, aunque con pequeñas diferencias. En ambos casos, la luz eterna suele colgarse en el muro más cercano a Jerusalén, sobre el arca santa (aron hakodesh, y según el rito sefaradí, hejal). En el rito asquenazí, el arca está cubierta por una cortina.